# Ogier Ghislain de Busbecq

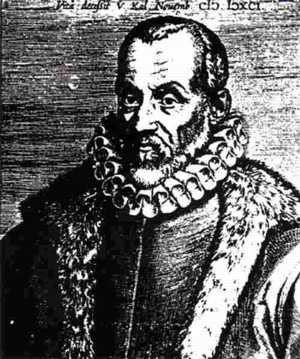
Ogier Ghislain de Busbecq

Ogier Ghiselin de Busbecq, född 1520 eller 1521, död 28 oktober 1592 (ibland kallad Augier Ghislain de Busbecq) var en flamländsk författare, örtkännare och diplomat som tjänade fyra österrikiska monarker. Som ambassadör i det Osmanska riket var han stationerad i Istanbul och skrev en bok om sin tid där; de turkiska breven.

## Studierna
de Busbecq var en oäkta son till Georges Ghiselin och dennes älskarinna Catherine Hespiel, men fick efter en tid status som legitim. Han växte upp vid Bousbecque slott (i dagens Bousbecque i norra Frankrike), och studerade i Wervik och Comines. Han fortsatte därefter med mer avancerade studier vid det latinska Katolska Universitetet i Leuven. Efter studierna där fortsatte han att studera vid ett flertal kända universitet i norra Italien. Han tog även klasser av Giovanni Battista Egnazio i Venedig.

## Arbetet
Busbecq började att arbeta för monarken Ferdinand I omkring 1552. 1554 skickades han till England för att bevaka bröllopet i Winchester mellan den engelska drottningen Mary Tudor och Filip II av Spanien.

## Förhandlingarna med sultanen
1554 och 1556 blev han utnämnd till ambassadör i Osmanska riket av Ferdinand. Hans huvuduppgift i Istanbul blev att å kejsarens vägnar förhandla med sultanen i konflikten om Transsylvanien och dess gränser. Han nådde ingen överenskommelse med sultanen så länge Rustem Pasha var dennes förlängda arm, men då dennes roll övertogs av Semiz Ali Pasha lyckades han nå en överenskommelse.

## De turkiska breven
Busbecq skrev, under sin tid i Istanbul, de turkiska breven. Breven skrevs privat till sin vän, den ungerske diplomaten Nicholas Michault i Flandern. I breven beskriver han sina äventyr i den osmanska politiken. Än idag utgör dessa brev en av de främsta källorna för studenter som söker förkovra sig i 1500-talets osmanska hov. Han beskrev också med enorm detaljrikedom det växt- och djurliv han mötte i Turkiet. Breven utgör också det enda bevarade exemplaret av text på krimgotiska, en germansk dialekt talad på några isolerade delar av Krimhalvön vid den tiden.

## Senare delen av livet
1562 återvände han från Turkiet och blev en rådgivare vid kejsare Ferdinands hov i Wien, samt lärare för dennes barnbarn. Busbecq tog därefter tjänst som vakt åt Elisabeth av Österrike. 1592 valde han att lämna sitt residens i Mantes-la-Jolie utanför Paris och flyttade till sitt hem i Västflandern. Under flytten blev han dock anfallen och rånad av medlemmar från den katolska ligan i närheten av Rouen. Några dagar senare avled han. Kroppen begravdes i ett kapell i Saint-Germain-sous-Cailly, och hans hjärta blev balsamerat och skickat till familjens grav i Bousbecque.